# Saint-Nazaire (Pireneje Wschodnie)

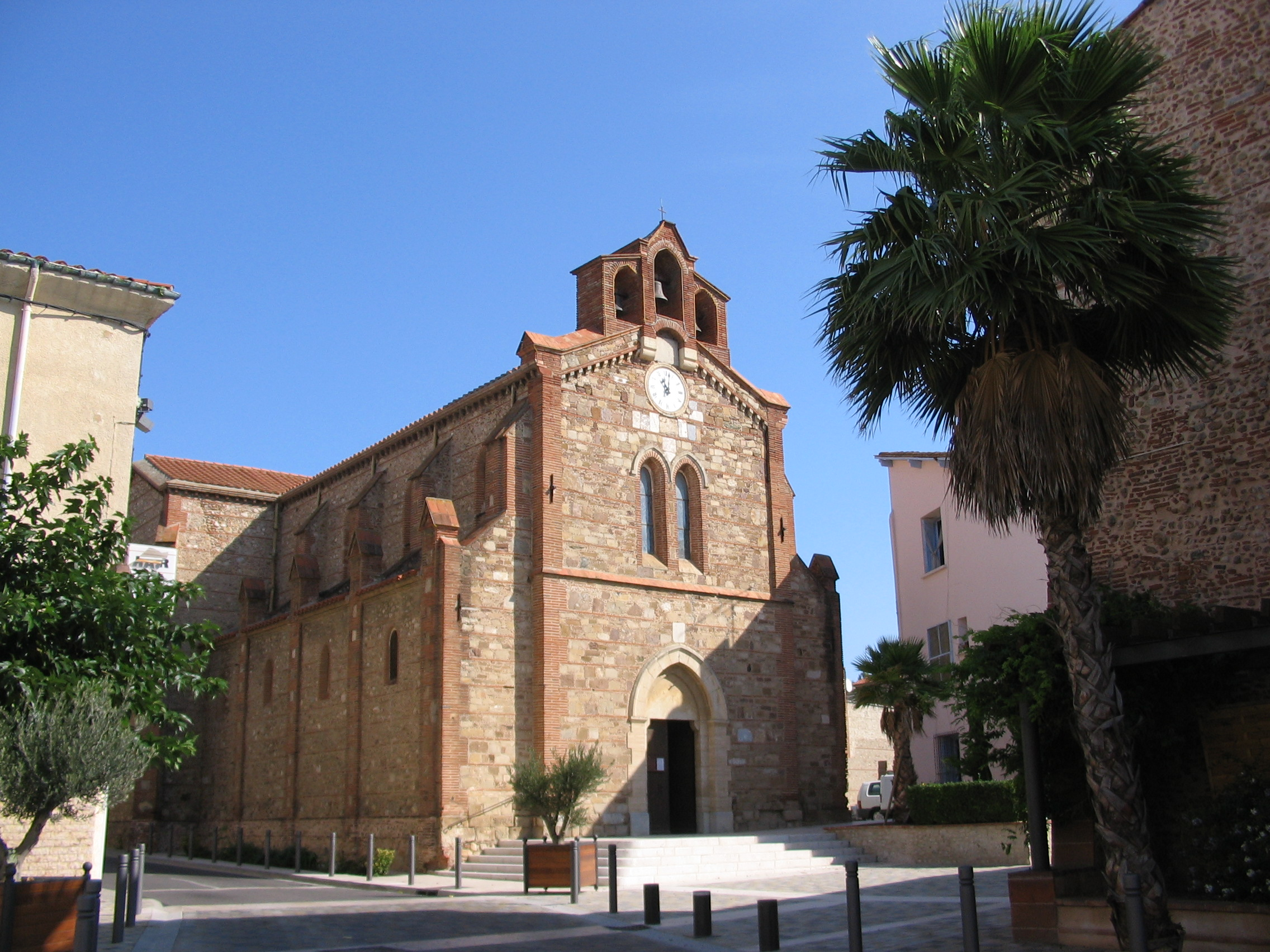
Kościół w Saint-Nazaire (2007)

Saint-Nazaire – miejscowość i gmina we Francji, w regionie Oksytania, w departamencie Pireneje Wschodnie.
Według danych na rok 1990 gminę zamieszkiwało 2048 osób, a gęstość zaludnienia wynosiła 198 osób/km² (wśród 1545 gmin Langwedocji-Roussillon Saint-Nazaire plasuje się na 191. miejscu pod względem liczby ludności, natomiast pod względem powierzchni na miejscu 736.).

## Populacja

Populacja Saint-Nazaire w latach 1962–2008